# المواقع الأثرية في العراق (كتاب)
المواقع الأثرية في العراق، كتاب فهرسة أصدرته المديرية العامة للآثار في العراق بالتعاون مع وزارة الثقافة والإعلام عام 1970 م، لتصنيف جميع المواقع الأثرية المكتشفة آنذاك.
عدد المواقع الأثرية المفهرسة في الكتاب يبلغ 7000 موقع، تمتد من العصر الحجري القديم إلى العصور الإسلامية. وبحسب تقرير المديرية فإن سبب إصدار الكتاب كثرة المواقع الأثرية التي تكتشف سنوياً، والتي تنشر في جريدة الوقائع العراقية، الأمر الذي جعل القوائم الصادرة سابقاً غير وافية، بالإضافة إلى صعوبة الحصول عليها، مما دعى إلى توحيدها في نشرة واحدة في هذا الكتاب.

## محتويات الكتاب
الكتاب عبارة عن فهرس مجدول للمواقع الأثرية في كل محافظة يذكر فيه إسم المحافظة، وإسم القضاء والناحية والقرية التي يتواجد فيها الموقع، بالإضافة إلى معلومات أخرى تخصه.
وهو مقسم إلى 14 جزء بعدد محافظات العراق في ذلك الوقت، كما يوجد جدول في بداية الكتاب يوضح تواريخ بداية ونهاية كل من العصور التي مرت على بلاد الرافدين.

نموذج عن فهرست المواقع الأثرية

فهرس المحافظات